# Sebersdorf
Sebersdorf är en ort i  kommunen Bad Waltersdorf i Österrike. Den ligger i distriktet Hartberg-Fürstenfeld i förbundslandet Steiermark.
Sebersdorf var tidigare en självständig kommun, men blev den 1 januari 2015 en del av kommunen Bad Waltersdorf. Kommunen bestod av fyra orter (Ortschaften) (inom parentes invånarantal 1 januari 2024):
- Geier (234)
- Neustift bei Sebersdorf (173)
- Rohrbach bei Waltersdorf (298)
- Sebersdorf (767)